# Ада (Шодоловці)
45°25′ пн. ш. 18°41′ сх. д. / 45.41° пн. ш. 18.68° сх. д.
Ада (хорв. Ada) — населений пункт у Хорватії, в Осієцько-Баранській жупанії у складі громади Шодоловці.

## Населення
Населення за даними перепису 2011 року становило 200 осіб.
Динаміка чисельності населення поселення:

## Клімат
Середня річна температура становить 11,07 °C, середня максимальна – 25,46 °C, а середня мінімальна – -6,03 °C. Середня річна кількість опадів – 669 мм.
| Клімат поселення                              | Клімат поселення | Клімат поселення | Клімат поселення | Клімат поселення | Клімат поселення | Клімат поселення | Клімат поселення | Клімат поселення | Клімат поселення | Клімат поселення | Клімат поселення | Клімат поселення | Клімат поселення |
| Показник                                      | Січ.             | Лют.             | Бер.             | Квіт.            | Трав.            | Черв.            | Лип.             | Серп.            | Вер.             | Жовт.            | Лист.            | Груд.            |                  |
| Середній максимум, °C                         | 5,82             | 7,93             | 12,55            | 17,21            | 22,48            | 25,46            | 25,37            | 24,91            | 20,84            | 15,40            | 9,48             | 5,50             |                  |
| Середня температура, °C                       | −0,1             | 2,00             | 6,60             | 11,30            | 16,55            | 19,53            | 21,30            | 20,81            | 16,76            | 11,30            | 5,40             | 1,40             |                  |
| Середній мінімум, °C                          | −6,03            | −3,92            | 0,68             | 5,34             | 10,62            | 13,60            | 17,20            | 16,75            | 12,67            | 7,22             | 1,30             | −2,65            |                  |
| Норма опадів, мм                              | 44               | 39               | 42               | 51               | 61               | 84               | 65               | 62               | 51               | 56               | 62               | 52               |                  |
| Середньомісячна швидкість вітру, м/с          | 2.25             | 2.50             | 2.80             | 2.70             | 2.40             | 2.20             | 2.20             | 2.00             | 1.99             | 2.10             | 2.20             | 2.30             |                  |
| Середньомісячна сонячна радіація, кДж/м²·день | 4268             | 6935             | 10953            | 15562            | 19366            | 21569            | 22356            | 20404            | 15024            | 9494             | 4872             | 3578             |                  |
| --------------------------------------------- | ---------------- | ---------------- | ---------------- | ---------------- | ---------------- | ---------------- | ---------------- | ---------------- | ---------------- | ---------------- | ---------------- | ---------------- | ---------------- |
| Джерело:                                      |                  |                  |                  |                  |                  |                  |                  |                  |                  |                  |                  |                  |                  |